# NCSA Mosaic
NCSA Mosaic (или просто Mosaic [moʊˈzeɪɪk] — «Мозаичный») — веб-браузер с графическим интерфейсом пользователя и функцией клиента для более ранних интернет-протоколов, таких как FTP, NNTP и Gopher; за поддержку нескольких интернет-протоколов он и получил своё название. Основными разработчиками браузера были Марк Андрессен и Эрик Бина, работавшие в Национальном центре суперкомпьютерных приложений Иллинойсского университета в Урбана-Шампейн. Разработка браузера началась в конце 1992 года, а в 1993 году были выпущены версии для Unix, Windows, Amiga и Mac.
Его интуитивно понятный интерфейс, надёжность, наличие версии под Microsoft Windows, доступность для бесплатной загрузки, простота установки способствовали его широкой популярности в интернете. Mosaic также был первым браузером, который отображал изображения в тексте, а не в отдельном окне.
Появление браузера считается одной из важнейших вех становления Всемирной паутины, поскольку он обеспечил её популяризацию благодаря доступности широкому слою пользователей персональных компьютеров. «Есть две эпохи интернета — до Mosaic и после. Комбинация web-протоколов Тима Бернерса-Ли, обеспечивших соединение, и браузера Марка Андриссена, предоставившего великолепный интерфейс, была взрывом. За двадцать четыре месяца интернет превратился из неизвестности в абсолютную повсеместность».
Идеи, положенные в основу NCSA Mosaic, получили развитие в браузерах Netscape Navigator и Internet Explorer, а также ряде не получивших распространение коммерческих браузеров, в том числе Air Mosaic, Infomosaic, Fujitsu. Работа по развитию Mosaic была прекращена 7 января 1997 года.

## История
После того, как Дэвид Томпсон попробовал в действии браузер ViolaWWW, он продемонстрировал его группе разработчиков программного обеспечения NCSA. Марк Андриссен и Эрик Бина первоначально разработали и запрограммировали NCSA Mosaic для юниксовской X Window System под названием xmosaic. Затем, в декабре 1991 года, был принят законопроект Гора, созданный и внесённый тогдашним сенатором и будущим вице-президентом Альбертом Гором, который обеспечил финансирование проекта Mosaic. Разработка началась в декабре 1992 года. Марк Андриссен объявил о проекте 23 января 1993 года, когда была выпущена версия X Mosaic 0.5 для Unix систем, а 22 апреля была представлена финальная версия X Mosaic 1.0
Первый альфа-релиз для Microsoft Windows (под номером 0.1 a) был опубликован в июне 1993 года, а первый бета-релиз (под номером 0.6 b) последовал вскоре после этого в сентябре 1993 года. В том же месяце была выпущена версия и для Macintosh. Версия Mosaic для Commodore Amiga стала доступна в октябре 1993 года. NCSA Mosaic for Unix (X-Windows) версия 2.0 была выпущена 10 ноября 1993 года. Версия 1.0 для Microsoft Windows была выпущена 11 ноября 1993 года.
Вскоре Марк Андриссен, лидер команды, разработавшей Mosaic, покинул NCSA. Вместе с Джеймсом Кларком, одним из основателей Silicon Graphics, Inc. (SGI), и ещё четырьмя бывшими студентами и сотрудниками Иллинойсского университета он в апреле 1994 года основал компанию Mosaic Communications Corporation, впоследствии переименованную в Netscape Communications Corporation. Применяя опыт работы над Mosaic, они создали новый браузер Netscape Navigator, первый выпуск которого состоялся 15 декабря 1994 года.
В 1994 году появился первый коммерческий продукт, включавший в себя Mosaic: SCO Global Access, модифицированная версия открытой настольной версии Unix, которая служила интернет-шлюзом.
Популярность Mosaic в качестве отдельного браузера начала снижаться с момента выхода Netscape Navigator в декабре 1994 году. Это было отмечено в то время в «The HTML Sourcebook: The Complete Guide to HTML»: «Netscape Communications разработала совершенно новый WWW-браузер Netscape, который имеет значительные усовершенствования по сравнению с оригинальной программой Mosaic». В августе 1995 года вышел Internet Explorer 1.0, основанный на коде Mosaic, после чего морально устаревший NCSA Mosaic уже не мог составить им достойную конкуренцию.
Работа по развитию Mosaic была прекращена 7 января 1997 года. К 1998 году база пользователей Mosaic практически полностью испарилась, поскольку они перешли на другие веб-браузеры.

## Лицензирование
Условия лицензирования для NCSA Mosaic были щедрыми для проприетарной программы. В целом некоммерческое использование было бесплатным для всех версий с определёнными ограничениями. Кроме того, к версии X Window System/Unix был публично предоставлен исходный код. Исходный код для других версий был доступен после подписания соглашений. Несмотря на постоянные слухи об обратном, Mosaic никогда не выпускался в качестве программного обеспечения с открытым исходным кодом во время своего короткого доминирования в качестве основного браузера; всегда существовали ограничения на допустимое использование без оплаты.
По состоянию на 1993 год держателями лицензий являлись:
- Amdahl Corporation
- Fujitsu Limited (продукт: Infomosaic, японская версия Mosaic. Цена: 5000 Yen (приблизительно 50 US $)
- Infoseek Corporation (продукт: некоммерческий Mosaic. Может использовать Mosaic как часть коммерческой базы данных)
- Quadralay Corporation (потребительская версия Mosaic. Также с помощью мозаики в справке и информация о продукте, GWHIS. Цена: 249 US $)
- Quarterdeck Office Systems Inc.
- Santa Cruz Operation Inc. (Продукт: включение Mosaic в «SCO Global Access», коммуникационный пакет для машин Unix, который работает с открытым сервером SCO. Запускает графическую службу электронной почты и обращается к группам новостей.)
- SPRY Inc. (Продукция: услуги связи: Air Mail, Air News, Air Mosaic и т. д. Также производим интернет в коробке с O’Reilly & Associates. Цена: 149—399 US $ за серию.)
- Spyglass, Inc. (Продукт: перелицензирование на других поставщиков. Подписал сделку с Digital Equipment Corp. на поставку Mosaic на все его машины).

## Технические особенности
Роберт Рид отмечает, что команда Андриссена надеялась «исправить многие недостатки очень примитивных прототипов, которые тогда плавали по интернету. <…> студенты Иллинойсского университета сделали два ключевых изменения в веб-браузере, благодаря которым он многократно увеличил свою привлекательность: они добавили графику туда, где был скучный текст на основе программного обеспечения, и, самое главное, они портировали программное обеспечение с так называемых Unix’овских компьютеров, которые пользовались популярностью только в технических и академических кругах, на операционную систему Windows, которая использовалось на более чем 80 процентах компьютеров в мире, особенно в персональных и коммерческих компьютерах». Изначально написанный под Unix, он был адаптирован для Windows, Amiga и Mac.
NCSA Mosaic был основан на библиотеке libwww и, таким образом, поддерживал широкий спектр интернет-протоколов, включённых в данную библиотеку: Archie, FTP, gopher, HTTP, NNTP, telnet, WAIS.
Mosaic не был первым веб-браузером для Microsoft Windows, таковым был малоизвестный Cello Томаса Брюса. Помимо отображения изображений, встроенных в текст, а не в отдельное окно, исходный набор функций Mosaic был не больше, чем у браузеров, на основе которых он был смоделирован, таких как ViolaWWW. Но Mosaic был первым браузером, написанным и поддержанным командой штатных программистов, был надёжным и достаточно простым для новичков, был прост в установке, имел интуитивно понятный интерфейс. Все ссылки подсвечивались синим и подчёркивались, чтобы их было легко найти, а в панели сверху были кнопки для перехода назад и вперёд. Встроенная графика, как сообщается, оказалась чрезвычайно привлекательной.
Последняя версия (Mosaic 3.0) имеет встроенные e-mail- и ftp-клиенты, но не поддерживает JavaScript и анимированные GIF-файлы.

## Влияние и значение
Mosaic был веб-браузером, который привёл к интернет-буму 1990-х годов. Как отмечал Роберт Рид, Mosaic преобразовал сферу привлекательности интернета, расширив её «с нишевого использования в технической области до массовой». Другие браузеры, существовавшие в то время, в частности, Erwise, ViolaWWW, MidasWWW и tkWWW, не оказали такого же влияния, как Mosaic, на общественное использование Интернета.
В октябрьском выпуске журнала Wired за 1994 год Гари Волф отмечал в статье под названием «(Вторая фаза) революции уже началась: не смотрите сейчас, но Prodigy, AOL и CompuServe внезапно устарели — и Mosaic находится на пути к тому, чтобы стать стандартным интерфейсом в мире».

Когда дело доходит до разрушения парадигмы, удовольствие — не самая главная вещь. Это та самая вещь. Если это звучит неправильно, посмотрите на Mosaic. Mosaic — это знаменитый графический «браузер», который позволяет пользователям путешествовать по миру электронной информации с помощью интерфейса «укажи-и-щелкни». Очаровательный внешний вид Mosaic побуждает пользователей загружать свои собственные документы в сеть, включая цветные фотографии, звуковые фрагменты, видеоклипы и гипертекстовые «ссылки» на другие документы. Перейдя по ссылкам — нажмите, и появится связанный документ — вы можете путешествовать по онлайн-миру по прихоти и интуиции. Mosaic — не самый прямой способ поиска информации в интернете. И не самый мощный. Это просто самый приятный способ, и за 18 месяцев, прошедших с момента своего выхода, Mosaic вызвал ажиотаж и коммерческую энергию, беспрецедентную в истории Сети.
Оригинальный текст (англ.)When it comes to smashing a paradigm, pleasure is not the most important thing. It is the only thing. If this sounds wrong, consider Mosaic. Mosaic is the celebrated graphical "browser" that allows users to travel through the world of electronic information using a point-and-click interface. Mosaic's charming appearance encourages users to load their own documents onto the Net, including color photos, sound bites, video clips, and hypertext "links" to other documents. By following the links - click, and the linked document appears - you can travel through the online world along paths of whim and intuition. Mosaic is not the most direct way to find online information. Nor is it the most powerful. It is merely the most pleasurable way, and in the 18 months since it was released, Mosaic has incited a rush of excitement and commercial energy unprecedented in the history of the Net.

Дэвид Хадсон отмечал:

Реализация Mosaic Марком Андриссеном, основанная на работах Бернерса-Ли и предшествовавших ему теоретиков гипертекста, в целом признана началом [всемирной] паутины в том виде, как она теперь известна. Mosaic, первый веб-браузер, завоевавший популярность в Сети, был выпущен в 1993 году и стал общедоступным. Прилагательное феноменальный, которым так часто злоупотребляют в этой отрасли, действительно применимо к … «взрыву» в росте паутины после того, как Mosaic появился на сцене. Начиная с почти ничего темпы роста интернета (цитируемые в прессе) колебались на уровне десятков тысяч процентов в течение смехотворно коротких периодов времени, не были настоящим сюрпризом.
В конечном счёте веб-браузеры, такие, как Mosaic, стали убийственными приложениями 1990-х годов. Веб-браузеры были первыми, кто принёс графический интерфейс к поисковым инструментам растущего богатства распределённых информационных услуг Интернета. Руководство середины 1994 года перечисляет Mosaic наряду с традиционными текстовыми инструментами поиска информации того времени, Archie и Veronica, Gopher и WAIS, но Mosaic быстро охватил и вытеснил их всех. Джозеф Хардин, директор группы NCSA, в рамках которой разрабатывалась Mosaic, сказал, что в середине 1994 года загрузка составляла до 50 000 в месяц.
В ноябре 1992 года в мире насчитывалось двадцать шесть веб-сайтов, и каждый из них привлекал внимание. Когда Mosaic был выпущен в 1993 году, он имел страницу What’s New, куда в день добавлялось около одной новой ссылки. Это было время, когда доступ к интернету быстро расширялся за пределами его прежней области научных кругов и крупных промышленных научно-исследовательских институтов. Тем не менее, именно наличие построенных на основе Mosaic графических браузеров привело к взрывному росту сети до более чем 10 000 сайтов к августу 1995 года и нескольким миллионам — к 1998 году.

## Ответвления и потомки
Хотя в разработке Netscape Navigator участвовали многие из оригинальных авторов Mosaic, Netscape Navigator намеренно не имел общего кода с Mosaic. Потомком кода Netscape Navigator является Mozilla Firefox.
Spyglass, Inc. приобрёл лицензию на технологию и товарные знаки NCSA для создания собственного веб-браузера, но никогда не использовал исходный код NCSA Mosaic. Microsoft приобрела лицензию на Spyglass Mosaic в 1995 году за 2 миллиона долларов США, изменила его и переименовала в Internet Explorer. После более позднего аудиторского спора Microsoft заплатила Spyglass 8 млн долларов. В руководстве пользователя The HTML Sourcebook: The Complete Guide to HTML 1995 года, в частности, говорится в разделе «ближайшие достопримечательности», что Internet Explorer «будет основан на программе Mosaic». Браузер Internet Explorer до выхода 7-й версии был основан на исходном коде NCSA Mosaic, этот факт отражён в диалоговом окне браузера «О программе». Internet Explorer 7 был проверен корпорацией Майкрософт, чтобы убедиться, что он не содержит кода Mosaic.
После того как NCSA прекратила работу над Mosaic, разработка NCSA Mosaic для исходного кода системы X Window была продолжена несколькими независимыми группами. Эти независимые усилия в области развития включают mMosaic (multicast Mosaic), который прекратил своё развитие в начале 2004 года, и Mosaic-CK и VMS Mosaic.
VMS Mosaic, версия, специально предназначенная для операционной системы OpenVMS, была одной из самых долгих попыток поддерживать Mosaic. Используя поддержку VMS, уже встроенную в оригинальную версию, куда Бьорн Нильссон летом 1993 года портировал Mosaic 1.2 на VMS, разработчики включили значительную часть HTML-движка от mMosaic последней, 4.2 версии. VMS Mosaic поддерживал HTML 4.0, OpenSSL, куки и различные форматы изображений, включая GIF, JPEG, PNG, BMP, TGA, TIFF и JPEG 2000. Браузер работал на платформах VAX, Alpha и Itanium.
Ещё одним долгоживущим вариантом Mosaic был Mosaic-CK, разработанный Кэмероном Кайзером. Его последний релиз (версия 2.7ck9) вышел 11 июля 2010 года; технический релиз с незначительными исправлениями совместимости (версия 2.7ck10) был выпущен 9 января 2015 года, а затем ещё один (2.7ck11) в октябре 2015 года. Заявленная цель проекта — «Lynx с графикой» — и работает на Mac OS X, Power MachTen, Linux и других совместимых Unix-подобных ОС.
В 2010 году код NCSA Mosaic 2.7 был адаптирован для работы в современных Linux-дистрибутивах.